# Biritai jezik
Biritai jezik (ISO 639-3: bqq; ati, aliki, biri), jezik istočne podskupine tariku jezika, porodica lakes plain, kojim govori 250 ljudi (1988 SIL) sjeverno od rijeke Rouffaer u selu Biri. Leksički mu je najbliži obokuitai [afz], 69%.
Lakes plain jezici nekad su se klasificirali u širu porodicu geelvink bay,

## Vanjske poveznice
- Ethnologue (14th)
- Ethnologue (15th)